# Jean-Pierre Cluysenaar

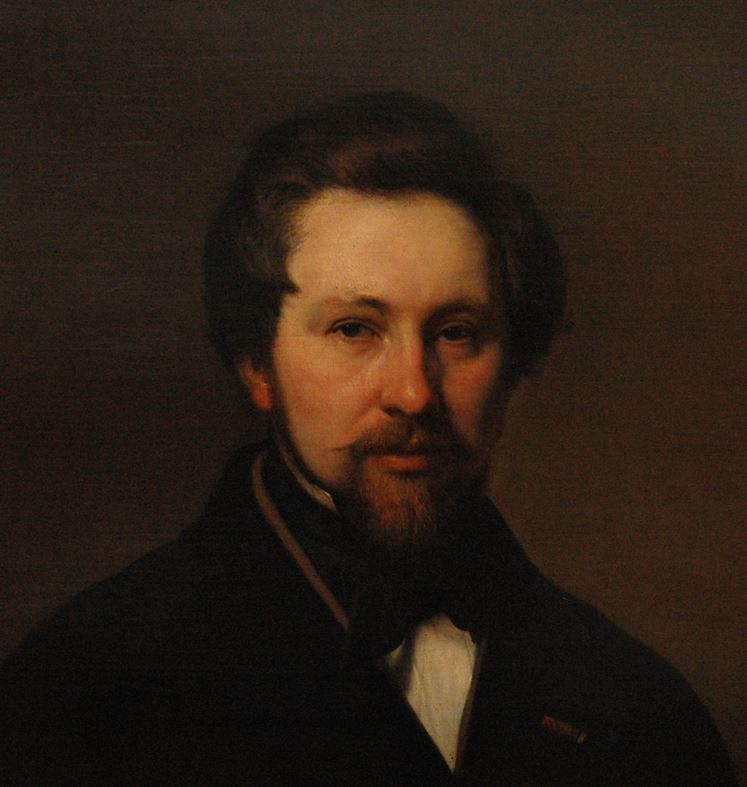
De jonge Cluysenaar geschilderd door Gallait

Jean-Pierre Cluysenaar (Kampen (Nederland), 28 maart 1811 - Brussel, 16 februari 1880) was een Belgisch architect uit de 19e eeuw.

## Biografie
Cluysenaar stamde af van een Hollandse architectenfamilie. In 1826 volgde hij een jaar les aan de Brusselse academie. Hij dankte zijn opleiding vooral aan Tieleman Franciscus Suys, bij wie hij tot in 1835 werkte. Zijn belangstelling voor Italiaanse renaissancemodellen vindt wellicht daar zijn oorsprong. Cluysenaar liet zich gedurende zijn carrière door tal van architecturale stijlen inspireren en staat dan ook bekend als boegbeeld van het Belgische eclecticisme.
De Nederlandse architect H.J. van Tulder was een leerling van Cluysenaar.
Cluysenaars dochter Adèle huwde met architect Gustave Saintenoy. Ook hun zoon, Paul Saintenoy was een bekend architect.

## Werk

### Sint-Hubertusgalerijen te Brussel

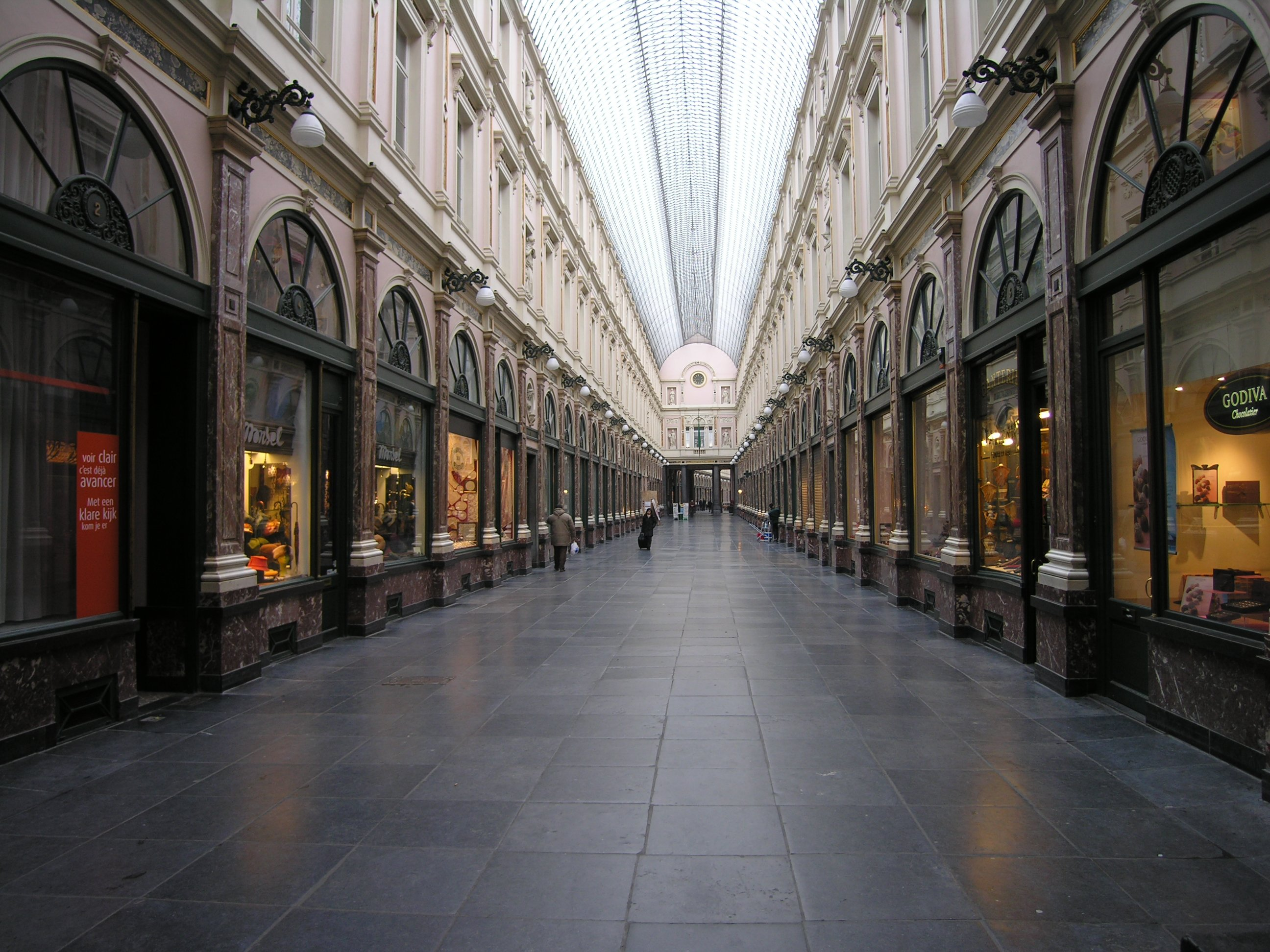
De Sint-Hubertusgalerijen

De architect is veruit het best gekend door zijn ontwerp voor de Brusselse Sint-Hubertusgalerijen. Het was voor die tijd een enorm overdekt winkelproject midden in de Brusselse binnenstad op het terrein waar voordien het St.-Hubertusstraatje lag. De stijl is duidelijk geïnspireerd op Italiaanse renaissancemodellen met zuilportieken van Vasari, raamlijsten van Vignola enz. Cluysenaar schiep desondanks een oorspronkelijke en totaal nieuwe stedelijke ruimte in de Brusselse binnenstad. Dit uitzonderlijk complex is nog steeds in gebruik en vormt een kloppend hart van Brussel vlak bij de Grote Markt.

### Spoorwegstations
Jean-Pierre Cluysenaar werd ook aangetrokken voor het ontwerp van de spoorwegstations van de "Chemin de Fer de Dendre et Waes". Hij formuleerde een opvallende architectuurvisie: stations van een lijn moesten zowel een eenheid vertonen (zij bepalen het karakter van de spoorlijn), maar moesten ook gevarieerd zijn (standaard-architectuur wordt afgewezen); de stations moesten zich integreren in de omgeving, maar ze moesten ook efficiënt zijn. Daarom ontwikkelde Cluysenaar een aantal "stations de ville" (waarvan enkel station Aalst nog overblijft) die de architectuurkenmerken van hun stad verenigden, naast een reeks "stations de campagne" waar het station Ternat een type-voorbeeld van was, alsook de "eenvoudige" haltegebouwen (station Zandbergen). Verder tekende hij ook een ontwerp voor de wachtershuisjes uit, dat echter nooit gerealiseerd is omdat de staat haar eigen standaardontwerp verkoos.

## Lijst met meest bijzondere verwezenlijkingen

### Kastelen en privéwoningen
- Villa Eikelenhof, Everberg (1841)
- Hôtel van baron Brugmann, Arenbergstraat, Brussel (1844)
- Hôtel Nagelmackers, Luik (1846)
- Kasteel van procureur-generaal De Bavay, Vorst (1851, gesloopt)
- Kasteel Rey, tegenwoordig gemeentehuis van Drogenbos (1852-1853)
- Tweede kasteel van graaf Ferdinand de Meeûs d'Argenteuil, Waterloo (1856-1858)
- Hôtels de Meeûs, Frère-Orbanplantsoen, tegenwoordig zetel van de Raad van State van België, Brussel (1861)
- Kasteel, stallingen en koetshuis van baron de Viron, tegenwoordig gemeentehuis van Dilbeek (1862)
- Kasteel Vieux-Sart, Corroy-le-Grand (1864)
- Kasteel Allard Ukkel (gesloopt)
- De villa van Adrien François Servais te Halle die lange tijd verwaarloosd bijlag maar in 2021 zijn authentiek karakter heeft teruggekregen.

### Openbare gebouwen
- Kiosk van het Warandepark in Brussel (1840)
- Sint-Hubertusgalerijen, Brussel (1845-1847)
- Concertzaal, Aken (1846)
- Bas-fonds met overdekte markten achter de Congreskolom, Brussel, (1847, afgebroken)
- Magdalenamarkt, Brussel (1847, afgebroken op de gevel in de Duquesnoystraat na)
- Bortiergalerij, Brussel (1848, gedeeltelijk verbouwd)
- Stations van de Maatschappij Dender en Waas : Station Ternat (1856), Station Aalst (1856), station Zandbergen (1860), Ninove (gesloopt), Denderleeuw (vernield in WO I), station Lessines.
- Blindeninstituut, bij de Hallepoort, Brussel (1852, verbouwd)
- De Église Notre-Dame d'Argenteuil of IJzeren kerk op het (1855-1862, afgebroken)
- Schouwburg en Kurhaus (verwoest), Bad Homburg (1851, 1862-1866)
- Koninklijk Conservatorium (Brussel), Regentschapsstraat (1872-1876)
- Kasteel de Viron, gemeentehuis van Dilbeek

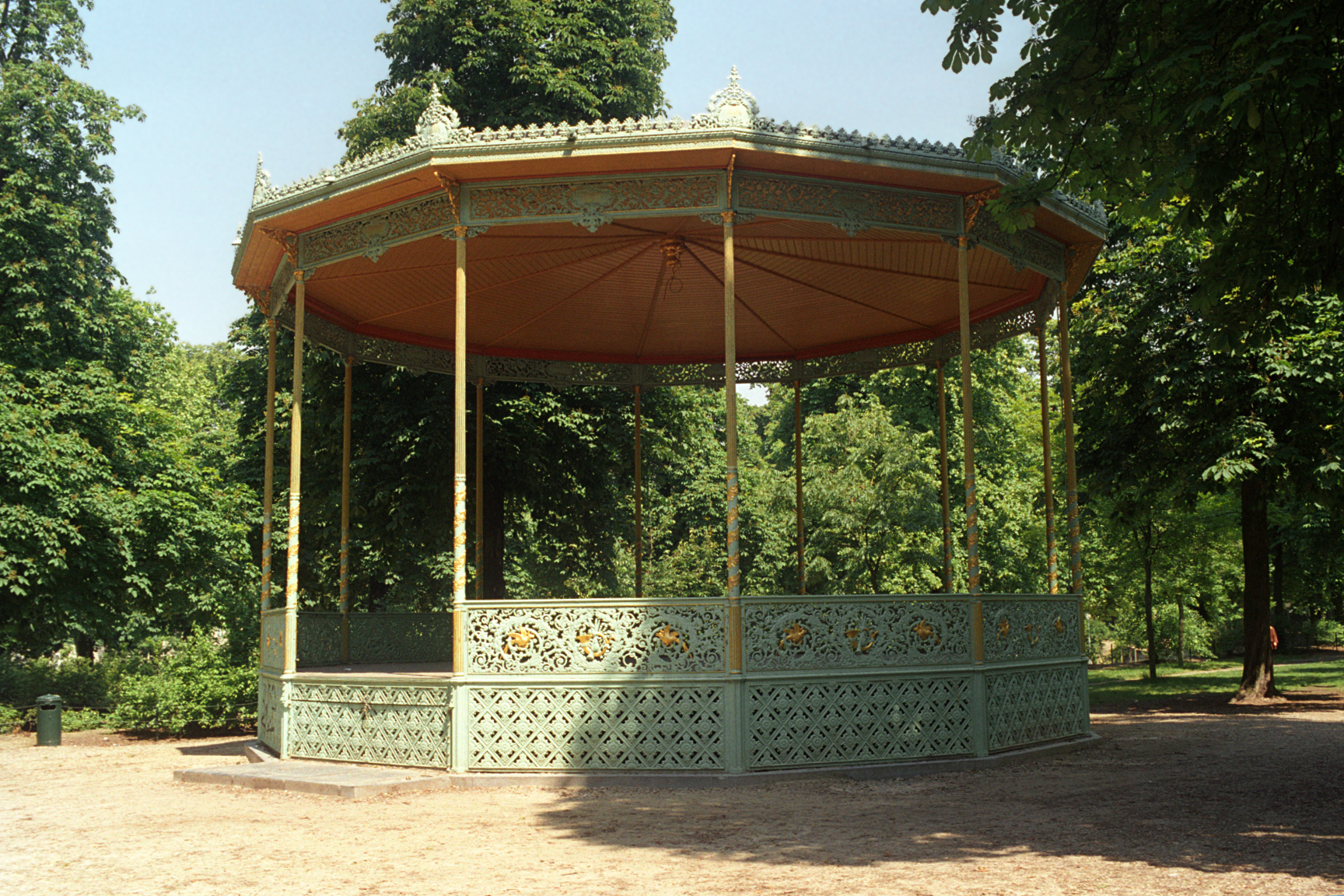
Kiosk van het Warandepark in Brussel
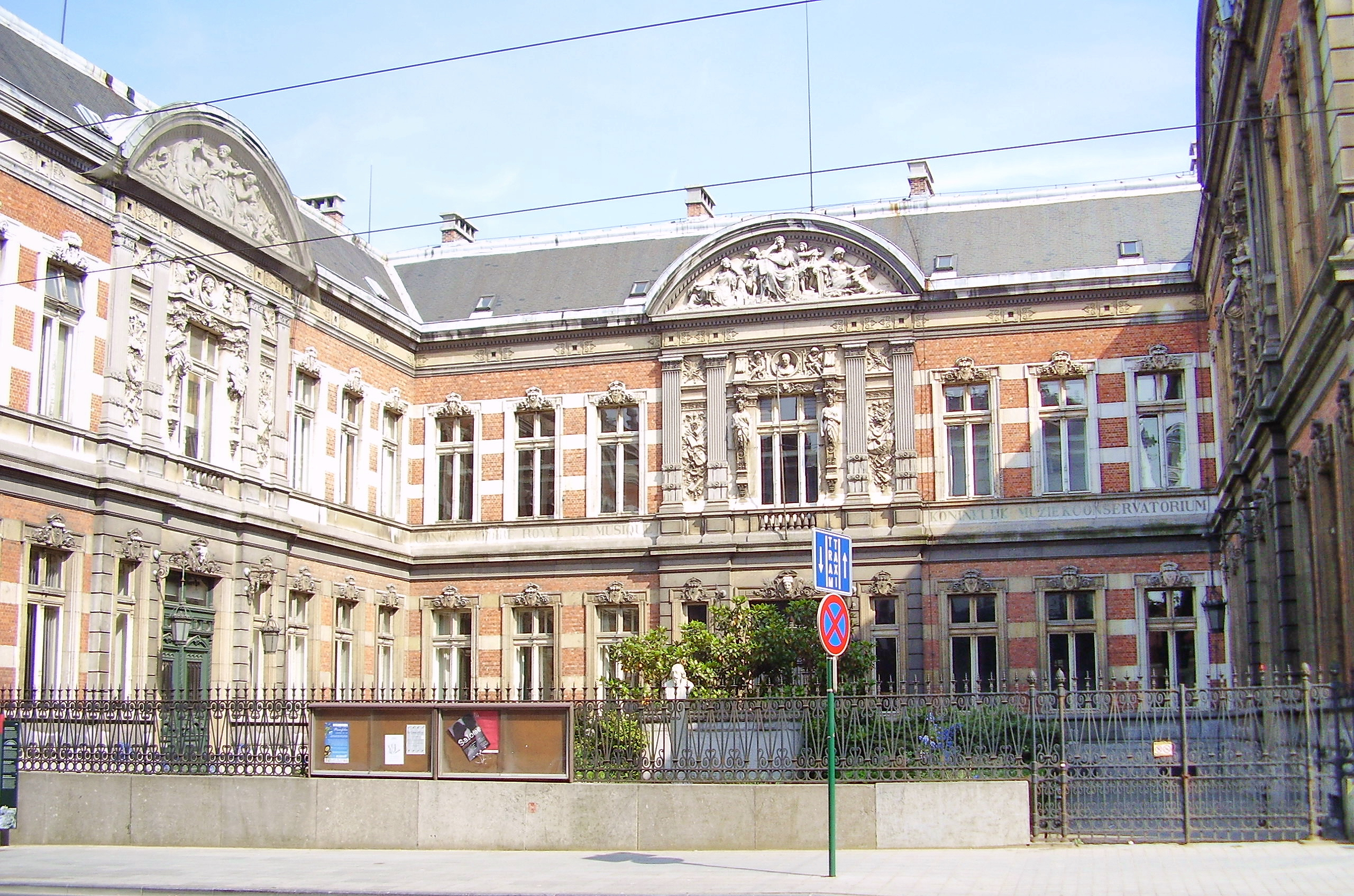
Koninklijk Conservatorium in Brussel
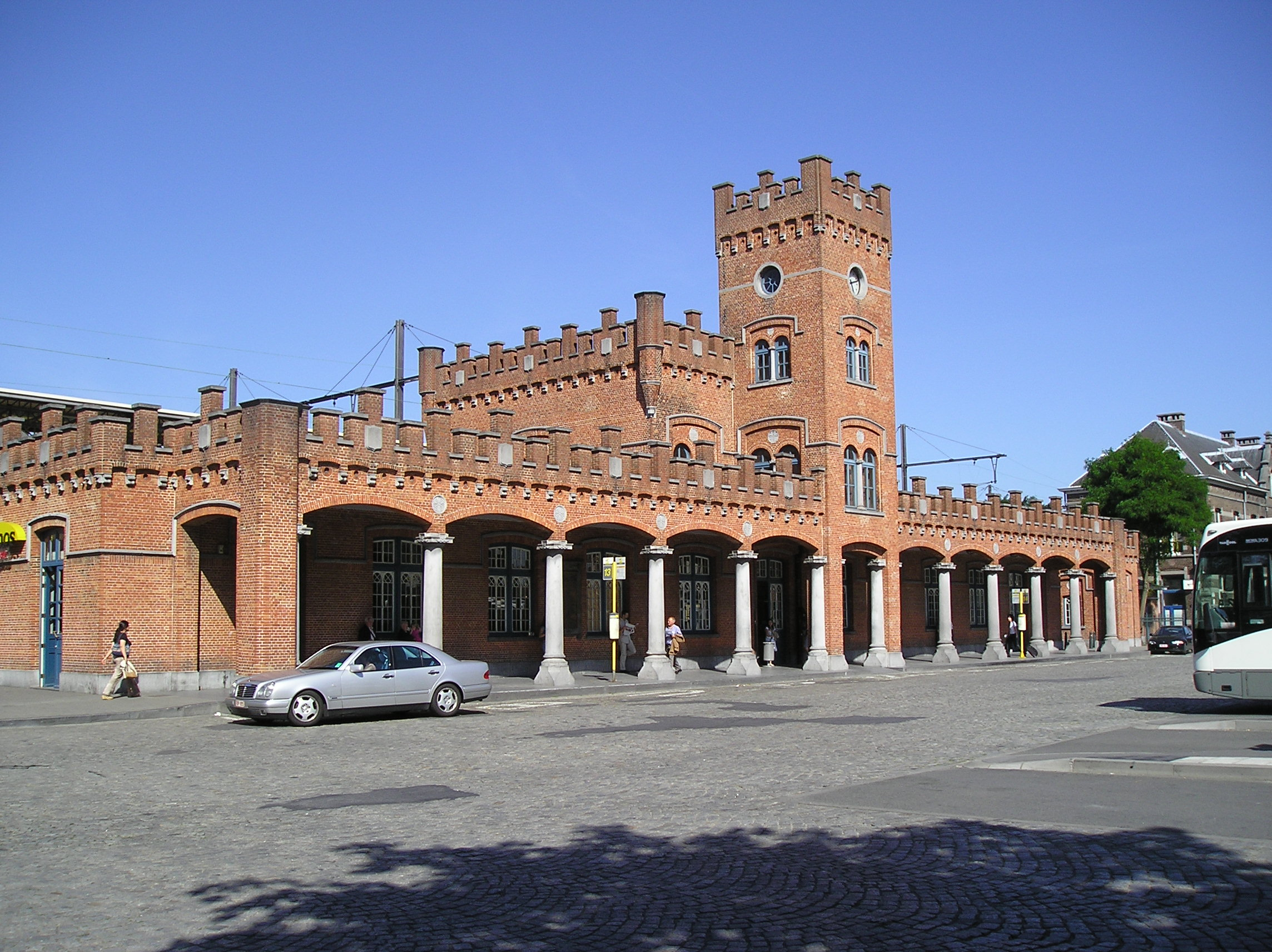
Station Aalst
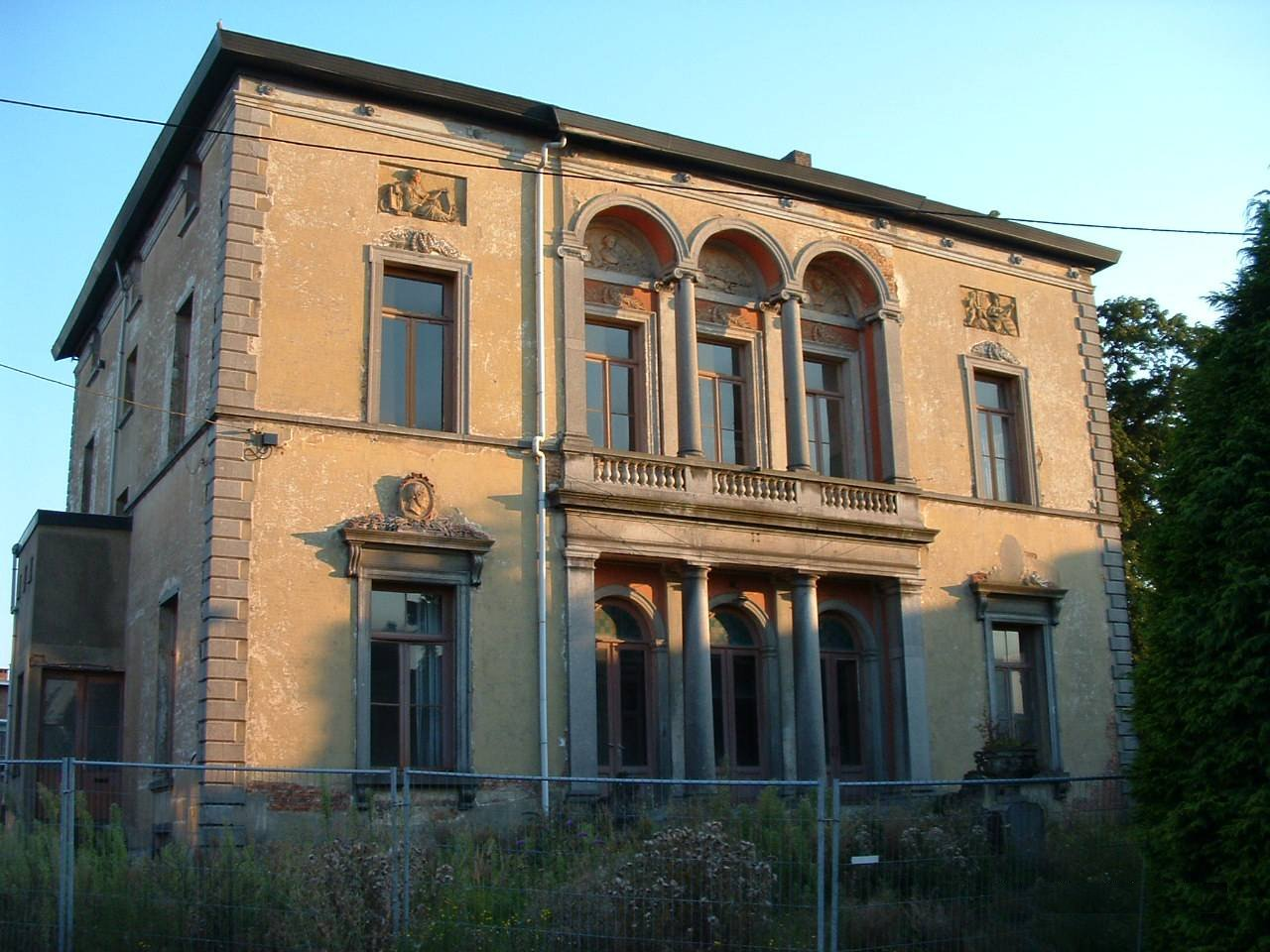
De Villa Servais in Halle
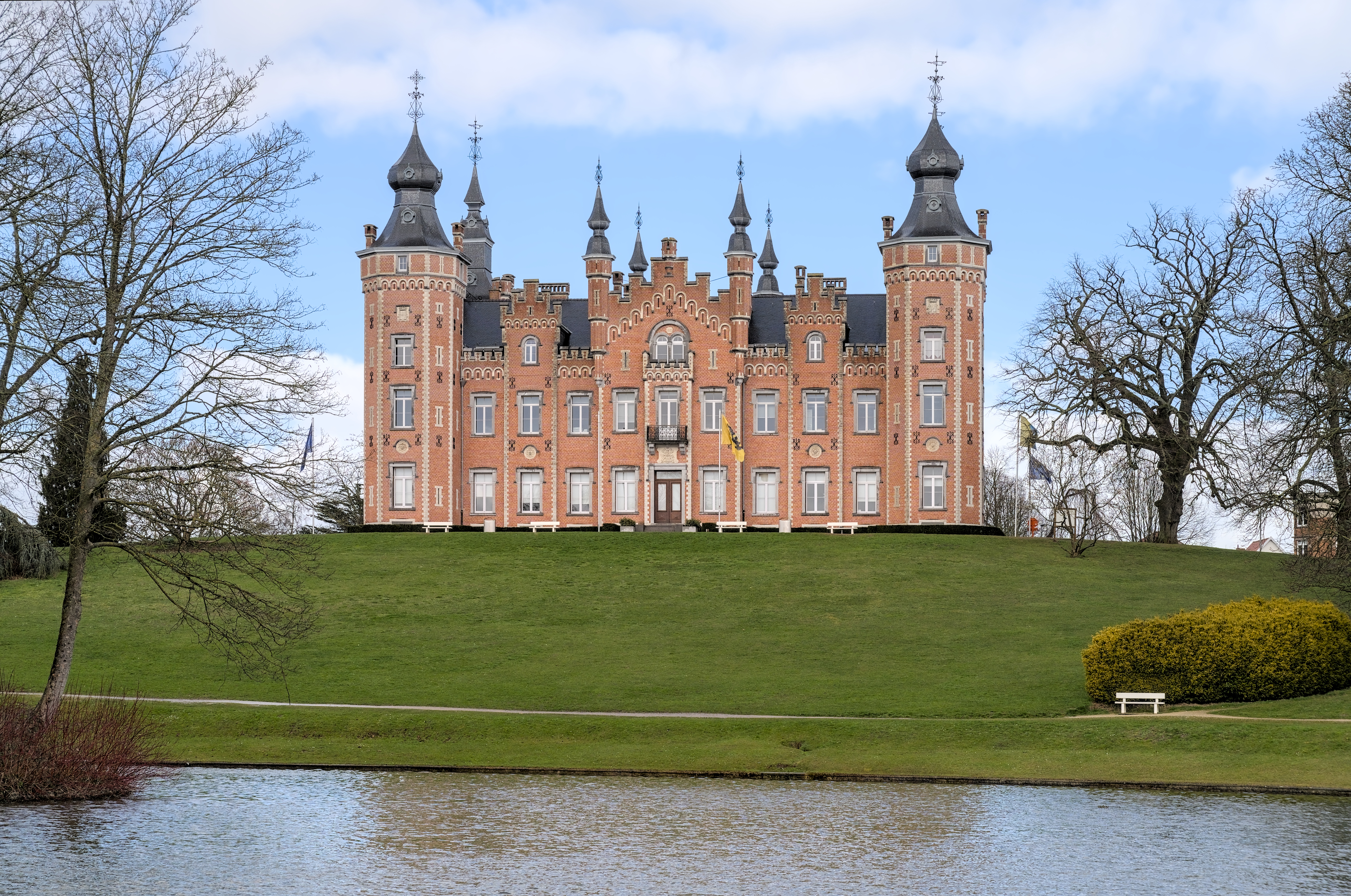
Kasteel de Viron in Dilbeek

- Gemeinsame Normdatei: 122069161
- International Standard Name Identifier: 0000 0000 6682 2227
- Library of Congress Control Number: nr97018967
- Nederlandse Thesaurus van Auteursnamen: 069981345
- RKD-Nederlands Instituut voor Kunstgeschiedenis: 17343
- Système universitaire de documentation: 133036200
- Union List of Artist Names: 500056715
- Virtual International Authority File: 42710386
- WorldCat: E39PBJqk3kprwf48PdgRfBtdwC